# Axel Tyll
Axel Tyll (Magdeburgo, 23 luglio 1953) è un ex calciatore tedesco orientale, di ruolo centrocampista, dal 1990 tedesco. Con la nazionale tedesco orientale ha partecipato ai Giochi olimpici di Monaco nel 1972, dove venne premiato con la medaglia di bronzo.

## Palmarès

### Club

#### Competizioni nazionali
- DDR-Oberliga: 3

1971-1972, 1973-1974, 1974-1975
- FDGB Pokal: 3

1972-1973, 1977-1978, 1978-1979

#### Competizioni internazionali
- Coppa delle Coppe: 1

1973-1974

### Nazionale
- Bronzo olimpico: 1

Monaco di Baviera 1972